# Джейк Ворнер
Джейк Варнер  (англ. Jake Varner; нар. 24 березня 1986) — американський борець, олімпійський чемпіон.

## Виступи на Олімпіадах
| Олімпіада   | Дисципліна             | Місце |
| ----------- | ---------------------- | ----- |
| Лондон 2012 | вільна боротьба, 96 кг | 1     |